# Campeonato Mundial de Clubes de la FIFA 2001
El Campeonato Mundial de Clubes 2001 fue un intento de la segunda edición del torneo organizado por la FIFA que fue cancelado. Estaba planeado que se llevase a cabo en España.

## Cancelación
Si la primera edición del torneo ya fue acogida con desagrado por un buen número de clubes, el intento de realizar un torneo al año siguiente por parte de la FIFA supuso el golpe definitivo al torneo debido a la negativa de los clubes a participar en este campeonato. Incluso se realizó el sorteo de grupos y se decidieron las fechas y las sedes del torneo, pero jamás se llegó a celebrar por tres motivos:
- Desavenencias entre los clubes a participar en este torneo.
- Problemas económicos de algunos de los participantes que estuvieron desprevenidos para la participación en este torneo.
- Problemas financieros del principal patrocinador de marketing de la FIFA, el ISL Worldwide, en bancarrota.

Tras esta cancelación, el 18 de mayo de 2001 se planeó postponer este torneo para 2003, idea que se desechó rápidamente, y aplazándolo para el año 2005, torneo que sí saldría adelante, y que es el torneo que se disputa en la actualidad.

## Formato
Los doce equipos participantes se dividirían en tres grupos de cuatro equipos. Se clasificarían para las semifinales los tres vencedores de cada grupo más el mejor segundo. Los vencedores de las semifinales disputarían la final, y los perdedores un partido por el tercer puesto del torneo. El sorteo se realizó el 6 de marzo de 2001.

## Clubes clasificados
Los clubes clasificados fueron los campeones de los campeonatos continentales, más el campeón de la Liga española por ser el país organizador.
| UEFA (Europa)                    |  | Real Madrid         |  | Campeón de la Liga de Campeones de la UEFA (1999-00)     |
| UEFA (Europa)                    |  | Galatasaray         |  | Campeón de la Copa UEFA (1999-00)                        |
| CONMEBOL (América del Sur)       |  | Palmeiras           |  | Campeón de la Copa Libertadores de América (1999)        |
| CONMEBOL (América del Sur)       |  | Boca Juniors        |  | Campeón de la Copa Libertadores de América (2000)        |
| CONCACAF (Norte y Centroamérica) |  | Los Angeles Galaxy  |  | Campeón de la Copa de Campeones de la Concacaf (2000)    |
| CONCACAF (Norte y Centroamérica) |  | Olimpia             |  | Subcampeón de la Copa de Campeones de la Concacaf (2000) |
| AFC (Asia)                       |  | Júbilo Iwata        |  | Campeón de la Supercopa de Asia (1999)                   |
| AFC (Asia)                       |  | Al-Hilal            |  | Campeón de la Supercopa de Asia (2000)                   |
| CAF (África)                     |  | Hearts of Oak       |  | Campeón de la Liga de Campeones de la CAF (2000)         |
| CAF (África)                     |  | Zamalek             |  | Campeón de la Recopa Africana (2000)                     |
| OFC (Oceanía)                    |  | Wollongong Wolves   |  | Campeón del Campeonato de Clubes de Oceanía (2001)       |
| RFEF (España) Anfitrión          |  | Deportivo La Coruña |  | Campeón de la Liga Española (1999-2000)                  |

## Organización

### Sedes
Se eligieron cuatro estadios de tres ciudades para el torneo:
| Ciudad                 | Estadio                   | Capacidad |
| ---------------------- | ------------------------- | --------- |
| Madrid                 | Estadio Santiago Bernabéu | 80 354    |
| Madrid                 | Estadio Vicente Calderón  | 54 851    |
| La Coruña              | Estadio de Riazor         | 34 600    |
| Santiago de Compostela | Estadio de San Lázaro     | 14 000    |

| Madrid                                             | Madrid La Coruña Santiago de Compostela | Madrid La Coruña Santiago de Compostela | Madrid La Coruña Santiago de Compostela | Madrid La Coruña Santiago de Compostela | Madrid                                             |
| Estadio Santiago Bernabéu                          | Madrid La Coruña Santiago de Compostela | Madrid La Coruña Santiago de Compostela | Madrid La Coruña Santiago de Compostela | Madrid La Coruña Santiago de Compostela | Estadio Vicente Calderón                           |
| 40°27′11.02″N 3°41′18.06″E / 40.4530611, 3.6883500 | Madrid La Coruña Santiago de Compostela | Madrid La Coruña Santiago de Compostela | Madrid La Coruña Santiago de Compostela | Madrid La Coruña Santiago de Compostela | 40°24′6″N 3°43′14″E / 40.40167, 3.72056            |
| Capacidad: 80 354                                  | Madrid La Coruña Santiago de Compostela | Madrid La Coruña Santiago de Compostela | Madrid La Coruña Santiago de Compostela | Madrid La Coruña Santiago de Compostela | Capacidad: 54 851                                  |
|                                                    | Madrid La Coruña Santiago de Compostela | Madrid La Coruña Santiago de Compostela | Madrid La Coruña Santiago de Compostela | Madrid La Coruña Santiago de Compostela |                                                    |
| La Coruña                                          | Madrid La Coruña Santiago de Compostela | Madrid La Coruña Santiago de Compostela | Madrid La Coruña Santiago de Compostela | Madrid La Coruña Santiago de Compostela | Santiago de Compostela                             |
| Estadio de Riazor                                  | Madrid La Coruña Santiago de Compostela | Madrid La Coruña Santiago de Compostela | Madrid La Coruña Santiago de Compostela | Madrid La Coruña Santiago de Compostela | Estadio de San Lázaro                              |
| 43°22′7.2″N 8°25′2.54″E / 43.368667, 8.4173722     | Madrid La Coruña Santiago de Compostela | Madrid La Coruña Santiago de Compostela | Madrid La Coruña Santiago de Compostela | Madrid La Coruña Santiago de Compostela | 42°52′57.96″N 8°30′57.65″E / 42.8827667, 8.5160139 |
| Capacidad: 34 600                                  | Madrid La Coruña Santiago de Compostela | Madrid La Coruña Santiago de Compostela | Madrid La Coruña Santiago de Compostela | Madrid La Coruña Santiago de Compostela | Capacidad: 14 000                                  |
|                                                    | Madrid La Coruña Santiago de Compostela | Madrid La Coruña Santiago de Compostela | Madrid La Coruña Santiago de Compostela | Madrid La Coruña Santiago de Compostela |                                                    |

## Partidos del torneo

### Primera fase

#### Grupo A
| Club                  | Pts | PJ | PG | PE | PP | GF | GC | Dif |
| --------------------- | --- | -- | -- | -- | -- | -- | -- | --- |
| Boca Juniors          | 0   | 0  | 0  | 0  | 0  | 0  | 0  | 0   |
| Deportivo La Coruña   | 0   | 0  | 0  | 0  | 0  | 0  | 0  | 0   |
| Wollongong Wolves     | 0   | 0  | 0  | 0  | 0  | 0  | 0  | 0   |
| Zamalek Sporting Club | 0   | 0  | 0  | 0  | 0  | 0  | 0  | 0   |

| 28 de julio de 2001 | Boca Juniors | vs. | Deportivo La Coruña | Estadio de Riazor, La Coruña |  |

| 29 de julio de 2001 | Wollongong Wolves | vs. | Zamalek Sporting Club | Estadio de Riazor, La Coruña |  |

| 1 de agosto de 2001 | Deportivo La Coruña | vs. | Wollongong Wolves | Estadio de Riazor, La Coruña |  |

| 1 de agosto de 2001 | Boca Juniors | vs. | Zamalek Sporting Club | Estadio de Riazor, La Coruña |  |

| 4 de agosto de 2001 | Boca Juniors | vs. | Wollongong Wolves | Estadio de San Lázaro, Santiago de Compostela |  |

| 4 de agosto de 2001 | Deportivo La Coruña | vs. | Zamalek Sporting Club | Estadio de Riazor, La Coruña |  |

#### Grupo B
| Club        | Pts | PJ | PG | PE | PP | GF | GC | Dif |
| ----------- | --- | -- | -- | -- | -- | -- | -- | --- |
| Galatasaray | 0   | 0  | 0  | 0  | 0  | 0  | 0  | 0   |
| Al-Hilal    | 0   | 0  | 0  | 0  | 0  | 0  | 0  | 0   |
| Olimpia     | 0   | 0  | 0  | 0  | 0  | 0  | 0  | 0   |
| Palmeiras   | 0   | 0  | 0  | 0  | 0  | 0  | 0  | 0   |

| 29 de julio de 2001 | Palmeiras | vs. | Olimpia | Estadio Vicente Calderón, Madrid |  |

| 30 de julio de 2001 | Galatasaray | vs. | Al-Hilal | Estadio Vicente Calderón, Madrid |  |

| 2 de agosto de 2001 | Olimpia | vs. | Galatasaray | Estadio Vicente Calderón, Madrid |  |

| 2 de agosto de 2001 | Palmeiras | vs. | Al-Hilal | Estadio Vicente Calderón, Madrid |  |

| 5 de agosto de 2001 | Palmeiras | vs. | Galatasaray | Estadio Vicente Calderón, Madrid |  |

| 5 de agosto de 2001 | Olimpia | vs. | Al-Hilal | Estadio Santiago Bernabéu, Madrid |  |

#### Grupo C
| Club               | Pts | PJ | PG | PE | PP | GF | GC | Dif |
| ------------------ | --- | -- | -- | -- | -- | -- | -- | --- |
| Real Madrid        | 0   | 0  | 0  | 0  | 0  | 0  | 0  | 0   |
| Júbilo Iwata       | 0   | 0  | 0  | 0  | 0  | 0  | 0  | 0   |
| Los Ángeles Galaxy | 0   | 0  | 0  | 0  | 0  | 0  | 0  | 0   |
| Hearts of Oak      | 0   | 0  | 0  | 0  | 0  | 0  | 0  | 0   |

| 31 de julio de 2001 | Real Madrid | vs. | Júbilo Iwata | Estadio Santiago Bernabéu, Madrid |  |

| 31 de julio de 2001 | Hearts of Oak | vs. | Los Ángeles Galaxy | Estadio Santiago Bernabéu, Madrid |  |

| 3 de agosto de 2001 | Júbilo Iwata | vs. | Hearts of Oak | Estadio Santiago Bernabéu, Madrid |  |

| 3 de agosto de 2001 | Real Madrid | vs. | Los Ángeles Galaxy | Estadio Santiago Bernabéu, Madrid |  |

| 6 de agosto de 2001 | Júbilo Iwata | vs. | Los Ángeles Galaxy | Estadio Vicente Calderón, Madrid |  |

| 6 de agosto de 2001 | Real Madrid | vs. | Hearts of Oak | Estadio Santiago Bernabéu, Madrid |  |

### Segunda fase

#### Semifinales
| 9 de agosto de 2001 | 1º A | vs. | 1º B | Estadio de Riazor, La Coruña |  |

| 9 de agosto de 2001 | 1 °C | vs. | Mejor segundo | Estadio Santiago Bernabéu, Madrid |  |

#### Tercer puesto
| 12 de agosto de 2001 | Perdedor 1 | vs. | Perdedor 2 | Estadio Santiago Bernabéu, Madrid |  |

#### Final
| 12 de agosto de 2001 | Ganador 1 | vs. | Ganador 2 | Estadio Santiago Bernabéu, Madrid |  |